# IC 5067
IC 5067 ist ein inexistentes Objekt, welches der Astronom Thomas Espin am 7. September 1899 fälschlich als IC-Objekt beschrieb. Die Position befindet sich westlich des Pelikannebels IC 5070, dieser keinem Abschnitt zugeordnet werden kann.